# De Bank
Bank of De Bank is een gehucht op de grens van Haasdonk (deelgemeente van Beveren-Kruibeke-Zwijndrecht), de gemeente Temse en de gemeente Sint-Niklaas. Het ligt een kilometer ten westen van het dorpscentrum van Haasdonk. Het dorpscentrum van Temse ligt ruim 5 km ten zuiden; het stadscentrum van Sint-Niklaas ruim 5 km ten westen.
In oostelijke richting loopt de Bankstraat naar het centrum van Haasdonk. In westelijke richting loopt de Tassijnslaan, richting provinciaal recreatiedomein De Ster en Sint-Niklaas. In zuidelijk richting loopt de Krekel, richting Velle en Temse.

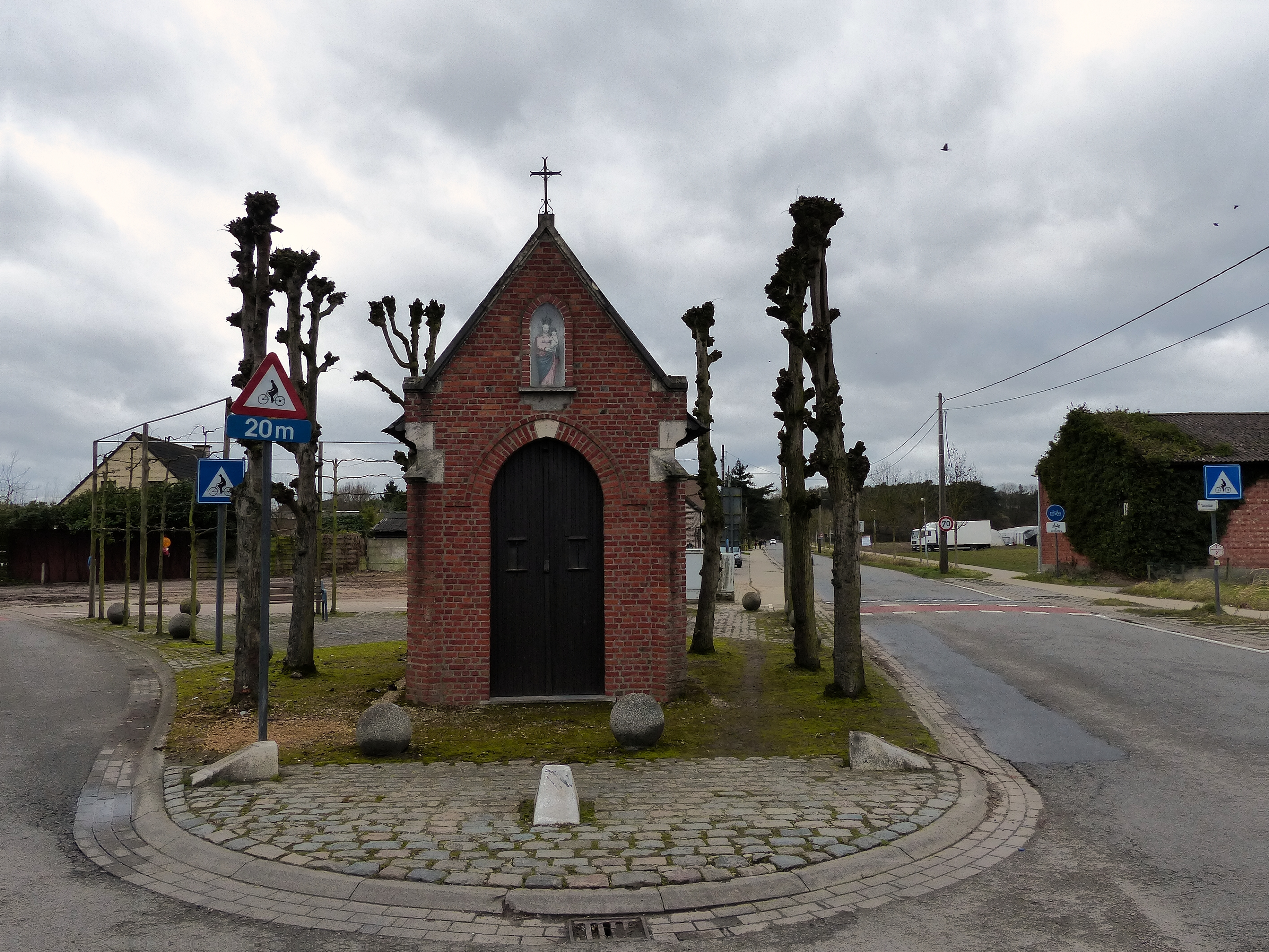
De Bank en de Heilige Amelbergakapel

## Geschiedenis
De Ferrariskaart uit de jaren 1770 toont hier bebouwing en duidt een kapel aan als Chapelle de Bancke. De straat door het gehucht, komende vanuit Waasmunster richting Haasdonk wordt aangeduid als de Chemin de Gand à Anvers (Weg van Gent naar Antwerpen). De Atlas der Buurtwegen uit 1841 toont hier gehucht De Bank en duidt ook nog het kapelletje aan. De Vandermaelenkaart uit het midden van de 19de eeuw vermeldt het gehucht De Banck en de Broek Kapel.
De kapel werd in de Eerste Wereldoorlog door de Duitsers gesloopt, maar daarna heropgebouwd.
Aanvankelijk lag het noordelijk deel van het gehucht in Haasdonk en het zuidelijk deel in Temse, maar bij de gemeentelijke herindelingen van 1976 werd bij grenscorrecties tussen Sint-Niklaas, Haasdonk (Beveren) en Temse een stuk grondgebied in het zuidwesten van De Bank naar de gemeente Sint-Niklaas overgeheveld. De kapel kwam zo op het grondgebied van Sint-Niklaas te liggen, en het gehucht kwam op de grens van drie gemeenten te liggen.

## Bezienswaardigheden
- De Heilige Amelbergakapel, heropgebouwd in 1922

Deelgemeenten: Bazel · Beveren · Burcht · Doel · Haasdonk · Kallo · Kieldrecht · Kruibeke · Melsele · Rupelmonde · Verrebroek · Vrasene · Zwijndrecht

Overige dorpen en gehuchten: Beestenhoek · Bloempot · De Bank · Doorn · Es · Gaverland ·  Geslecht · Groot Laar · Halve Maan · Hoogeinde · Hoogstraat · Kalishoek (Doel) · Kalishoek (Melsele) · Kemphoek · Klein Laar · Melseledijk· Mosselbank (Haasdonk) · Mosselbank (Vrasene) · Nieuwe Parochie · Ouden Doel · Oudendijk · Ponjaard · Prosperpolder · Puiput · Rapenberg · Rapenburg · Saftingen · Sint-Antoniushoek · Smoutpot · Stenen Kruis · Tijskenshoek · Vendoorn · Verrebroekse Blikken · Vijfstraten · Vliegenstal · Voshoek · Westakkers · Wilden Haan · Zillebeek · Zwaantje

Belgische gemeenten · Arrondissement Sint-Niklaas · Oost-Vlaanderen · Vlaanderen